# Deviški otoki Združenih držav
Deviški otoki Združenih držav (angleško Virgin Islands of the United States) so skupina otokov v Karibih, vzhodno od Portorika, ki jih sestavljajo otok Saint Croix, Saint John in Saint Thomas ter mnogi drugi manjši otoki v okolici. Otoki so zemljepisno del Deviških otokov, politično pa štejejo za odvisno ozemlje Združenih držav Amerike. Glavno mesto je Charlotte Amalie na otoku Saint Thomas.

## Zgodovina
Deviške otoke so prvotno naseljevali Aravaki in Karibi, od katerih naj bi jih veliko izumrlo v kolonialnem obdobju zaradi suženjstva, tujih bolezni in vojn, ki so jo povzročili evropski kolonisti. Evropski kolonisti so namreč ustanavljali plantaže sladkornega trsa, na katerih so delali večinoma sužnji, pripeljani iz Afrike. Potomci nekdanjih sužnjev še danes predstavljajo večino prebivalstva.
Leta 1917 so Združene države Amerike od Danske kupile za 25 milijonov dolarjev v zlatu. Otoki so od takrat odvisno ozemlje ZDA.